# Trần Phú, thành phố Hà Giang
Trần Phú là một phường thuộc thành phố Hà Giang, tỉnh Hà Giang, Việt Nam.

## Địa lý
Phường Trần Phú có vị trí địa lý:
- Phía đông và bắc giáp phường Ngọc Hà
- Phía nam giáp phường Minh Khai
- Phía tây giáp phường Nguyễn Trãi và phường Quang Trung.

Phường Trần Phú có diện tích 2,57 km², dân số năm 2019 là 8.591 người, mật độ dân số đạt 3.343 người/km².
Sông Miện tạo thành ranh giới tự nhiên phía tây của phường.

## Hành chính
Phường Trần Phú được chia thành 17 tổ dân phố: 1, 2, 3, 4, 5, 6, 7, 8, 9, 10, 11, 12, 13, 14,15, 16, 17.

## Lịch sử
Ngày 9 tháng 5 năm 1981, UBND tỉnh Hà Tuyên ban hành Quyết định 213/QĐ-UB về việc thành lập phường Trần Phú trên cơ sở địa bàn hai tiểu khu hành chính Yên Biên và Minh Khai.
Ngày 29 tháng 8 năm 1994, Chính phủ ban hành Nghị định số 112-CP về việc thành lập phường Minh Khai trên cơ sở điều chỉnh 460 ha với dân số 5.431 người của phường Trần Phú.
Ngày 9 tháng 8 năm 2005, Chính phủ ban hành Nghị định 104/2005/NĐ-CP về việc thành lập phường Ngọc Hà trên cơ sở điều chỉnh 117,20 ha diện tích tự nhiên và 628 người của phường Trần Phú.
Sau khi điều chỉnh, phường Trần Phú còn lại 244,80 ha diện tích tự nhiên và 6.462 nhân khẩu.
Ngày 27 tháng 9 năm 2010, Chính phủ ban hành Nghị quyết 35/NQ-CP về việc thành lập thành phố Hà Giang thuộc tỉnh Hà Giang. Phường Trần Phú trực thuộc thành phố Hà Giang.